# Kelly Ayotte

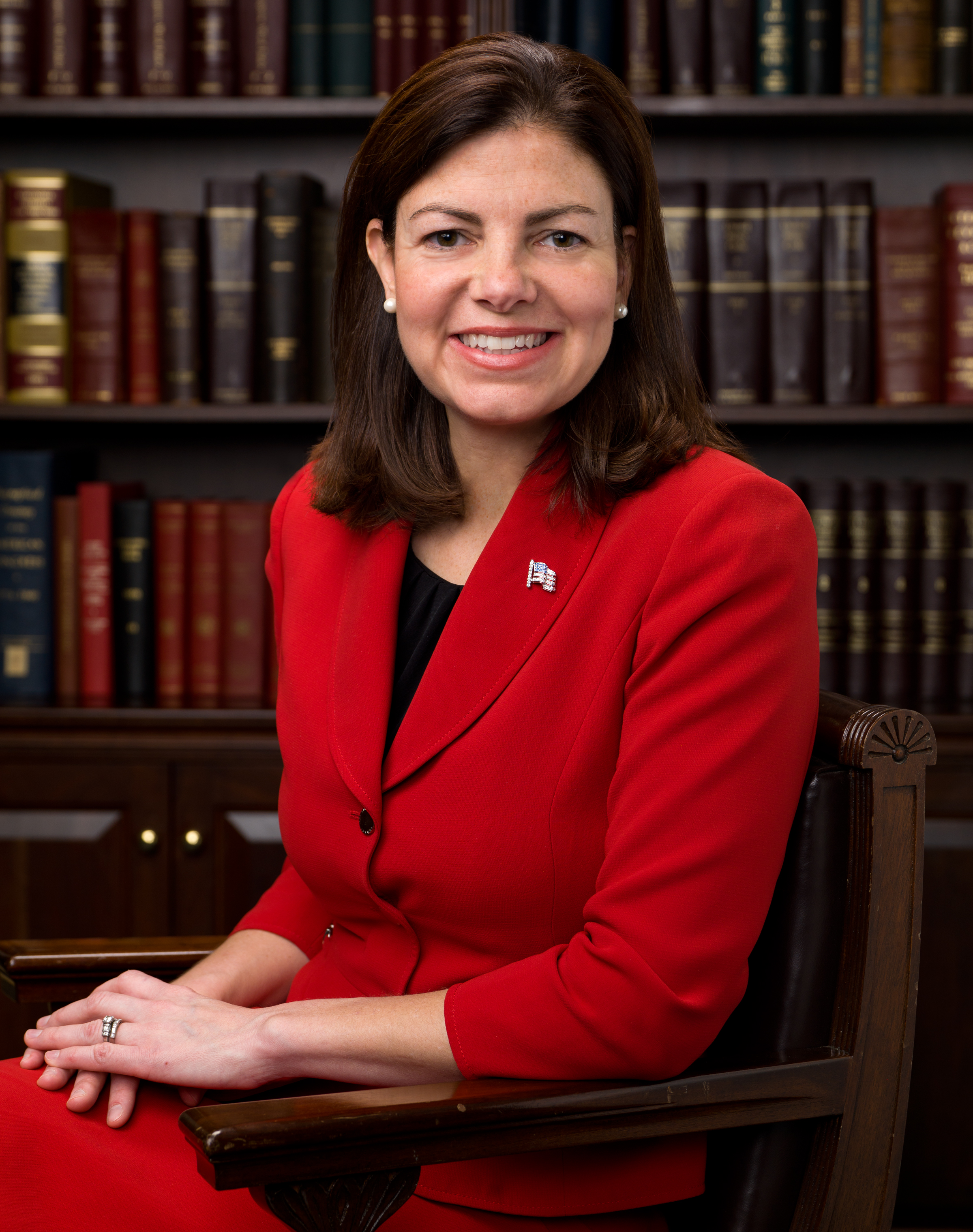
Kelly Ayotte (2011)

Kelly A. Ayotte (* 27. Juni 1968 in Nashua, New Hampshire) ist eine US-amerikanische Politikerin der Republikanischen Partei. Von 2011 bis 2017 vertrat sie den Bundesstaat New Hampshire im Senat der Vereinigten Staaten. Bei den Gouverneurswahlen in den Vereinigten Staaten 2024 wurde sie zur Gouverneurin ihres Heimatstaates gewählt. Dieses Amt trat sie am 9. Januar 2025 an.

## Familie, Ausbildung und Beruf
Kelly Ayotte stammt aus einer Familie französischer Kanadier und wuchs als Tochter von Kathleen und Marc Ayotte in Nashua, New Hampshire, auf. Nach ihrer Schulzeit studierte Ayotte an der Pennsylvania State University Politikwissenschaft und schloss dort 1990 mit dem Bachelorgrad ab. Anschließend erlangte sie an der Villanova University bei Philadelphia den Juris Doctor und arbeitete für Sherman Horton, der Richter des Obersten Gerichtshofs New Hampshires war. Nach ihrem Studium war sie von 1994 bis 1998 als Rechtsanwältin in der Kanzlei McLane, Graf, Raulerson & Middleton in Manchester angestellt. Anschließend arbeitete sie als Staatsanwältin auf Bundesstaatsebene und wurde Leiterin der Suizidabteilung New Hampshires und stellvertretende Generalstaatsanwältin (Attorney General).
2003 war sie Beraterin des Gouverneurs Craig Benson und wurde von ihm im Juni 2004 zur Attorney General des Staates New Hampshire ernannt. Von Juni 2004 bis Juli 2009 war Ayotte als solche tätig und die erste Frau, die dieses Amt bekleidete. In diesem Amt arbeitete sie an zwei aufsehenerregenden Mordfällen, darunter zu einem Polizistenmörder. Dabei wirkte sie an den ersten Todesurteilen in New Hampshire nach mehr als sechzig Jahren mit.
Kelly Ayotte ist seit 2001 mit dem früheren Piloten der US Air Force Joe Daley verheiratet; sie haben zwei Kinder. Sie ist Mitglied der römisch-katholischen Kirche.

## Politische Laufbahn
Am 5. November 2010 gewann Ayotte die Wahl zum US-Senat in New Hampshire gegen den Demokraten Paul Hodes, nachdem sie im Wahlkampf unter anderem von Mitt Romney, Haley Barbour und Rick Santorum unterstützt worden war. Sie folgte am 3. Januar 2011 dem republikanischen Mandatsinhaber Judd Gregg in den Senat, der nicht mehr kandidiert hatte. Sie war Mitglied in den Ausschüssen für Streitkräfte, Haushalt, Handel, Innere Sicherheit und Kleinunternehmen und war Vorsitzende zweier Unterausschüsse.
Bei der folgenden Wahl 2016 unterlag sie der Demokratin Maggie Hassan, nachdem sie im Wahlkampf moderate Positionen betont und ihren Einsatz zur Bekämpfung der Suchtmittelkrise – unter anderem die Initiative zu einem Bundesgesetz gegen Opiatabhängigkeit – herausgestellt hatte, aber keine klare Stellung zum polarisierenden zeitgleichen Präsidentschaftswahlkampf Donald Trumps bezogen hatte. Ihr Senatsmandat endete mit Ablauf der Legislaturperiode am 3. Januar 2017.
Ayotte hat mehrere Aufsichtsratsmandate inne und engagiert sich in zivilgesellschaftlichen Organisationen. Anfang 2017 war Ayotte eine der Sherpas bei der Senatsanhörung des Kandidaten für den Obersten Gerichtshof, Neil Gorsuch. Beim Trauergottesdienst im September 2018 für John McCain, der ein Mentor Ayottes im Senat war, las sie in der Washington National Cathedral aus dem Buch der Weisheit.
Bei den Gouverneurswahlen in den Vereinigten Staaten 2024 kandidierte Ayotte für das Amt der Gouverneurin in New Hampshire, nachdem Amtsinhaber Chris Sununu bekanntgegeben hatte, nicht erneut zu kandidieren. Die Wahl im November 2024 konnte Ayotte mit 53,6 Prozent der Stimmen vor der Demokratin Joyce Craig für sich entscheiden.

## Positionen
Generell lag Ayotte auf der konservativen Linie der Republikaner, indem sie sich gegen die Gesundheitsreform Obamacare, die gleichgeschlechtliche Ehe und die Pflicht zur Überprüfung von Waffenkäufern aussprach. Sie unterstützte einen Verfassungszusatz, der einen ausgeglichenen Haushalt fordert, und das restriktive und umstrittene Einwanderungsgesetz Arizonas (Arizona Senate Bill 1070). Beim Umweltschutz wich sie häufiger von der Parteilinie ab, bestreitet aber den wissenschaftlichen Erkenntnisstand zum Klimawandel.